# スターフェスティバル
スターフェスティバル株式会社（英語: STAR FESTIVAL INC.）は、東京都港区に本社を置き、主に食事などの宅配サービスを行う日本の企業。
弁当・ケータリングの総合インターネットモール「ごちクル」、オフィスの従業員向けに弁当を販売するデリバリー型の社員食堂サービス「シャショクル」を運営する。また、サンプリング等の広告事業「ごちアド」を展開し、新製品等のプロモーションや自治体の地方創生事業をサポートしている。

## 概要
スターフェスティバルは、弁当宅配・ケータリングの総合インターネットモール「ごちクル」、契約した企業の社内で社員向けの弁当を販売する デリバリー型の社員食堂「シャショクル」を運営している。ガス会社などの公益事業会社、地方自治体など災害時における食料支援協定などを結んでいる。また、ヤフー株式会社が運営するECモール「東北エールマーケット（当時、復興デパートメント）」と共同で、お弁当の売り上げの一部が東北復興支援の寄付になるお弁当の開発、また、ふるさと納税を応援するお弁当の開発なども行っている。2016年8月より食のシーンを活用したお弁当利用者へのサンプリング、お弁当利用シーンにおける広告などを行う「ごちアド」事業を開始。2016年11月からは全国各地の特産品や食材を活かしたお弁当の企画開発や販売、特産品の流通、プロモーション協力を行う「地方創生サポート事業」を開始した。

## 沿革
- 2009年
  - 7月 - スターフェスティバル株式会社設立
- 2011年
  - 6月 - 関西エリアにサービス提供開始
  - 8月 - 中部エリアにサービス提供開始
  - 11月 - 九州エリアにサービス提供開始
- 2012年
  - 5月 - 「ごちクル」オープン
  - 8月 - グロービス・キャピタルパートナーズ及びグリーベンチャーズを引受先とする総額2.5億円の第三者割当増資を実施
  - 12月 - 東北エリアにサービス提供開始
- 2013年
  - 8月 - ジャフコが運営する投資事業有限責任組合を引受先とした第三者割当増資等による、総額10億円の資金調達を実施
  - 11月 - 中国エリアにサービス提供開始
  - 11月 - 北海道エリアにサービス提供開始
  - 12月 - 47都道府県でサービス提供開始
- 2014年
  - 7月 - アスクルを引受先とする第三者割当増資及び新株予約権付社債の発行等による総額28億円の業務・資本提携契約締結
- 2015年
  - 7月	- 京葉ガス株式会社と、災害時における食料品等の支援協力について協定締結
  - 8月 - 「シャショクル」サービスリリース
- 2016年
  - 8月	- 「ごちアド事業」開始
  - 11月 - 「地方創生サポート事業」開始

## 事業

### ごちクル
様々な料理をインターネットから注文できるデリバリーサービス。提携する製造パートナーとともに、スターフェスティバルの商品開発スタッフが商品開発を行っており、オリジナルブランドのお弁当や、有名料理人とコラボしたお弁当も手がけている。

### シャショクル
2015年8月にサービス提供開始。企業の会議室や空いているスペースを利用してお弁当を日替わりで販売するサービス。契約企業の担当者の意見を参考に、スターフェスティバル側が献立をつくっている。混んでいてランチ時間の確保がしづらいオフィス街のビジネスパーソンのニーズに応えている。

### ごちアド
「ごちクル」と「シャショクル」の利用顧客を対象に、企業の製品やサービスのプロモーションを行うサービス。企業は、広告主として、お弁当利用者に向けて、サンプリング配布や広告露出、また、用途に合わせたオリジナルのお弁当を制作・提供をすることができる。

## 受賞歴
- 2013年11月 - ビジネス誌『Forbes JAPAN』にて掲載の「日本を救う起業家ベスト10」において、代表 岸田祐介が第6位を受賞
- 2013年12月 - 新日本有限責任監査法人が開催する雇用創出ランキング「Job Creation 2013」において、第9位を受賞
- 2014年12月 - 新日本有限責任監査法人が開催する雇用創出ランキング「Job Creation 2014」において、第5位を受賞